# Yvon Le Roux
Yvon Le Roux (* 19. března 1960 Plouvorn) je bývalý francouzský fotbalista. Nastupoval především na postu obránce.
S francouzskou reprezentací vyhrál Mistrovství Evropy 1984, na šampionátu nastoupil ke třem zápasům. Má též bronzovou medaili z mistrovství světa v Mexiku roku 1986. V národním týmu působil v letech 1983–1989 a odehrál 28 utkání, v nichž vstřelil 1 branku.
S klubem Olympique Marseille se stal mistrem Francie (1988/89) a získal francouzský pohár (1988/89). Francouzský pohár zdvihl nad hlavu i v dresu AS Monaco (1984/85).